# برنتسویل (ویرجینیا)
برنتسویل (به انگلیسی: Brentsville) یک منطقهٔ مسکونی در ایالات متحده آمریکا است که در شهرستان پرنس ویلیام، ویرجینیا واقع شده‌است.